# محسن زاده محمد باشا
محسن زاده محمد باشا (بالتركية: Muhsinzade Mehmed Paşa)‏ كان الصدر الأعظم للدولة العثمانية في الفترة ما بين 30 مارس 1765 حتى 7 أغسطس 1768. تُوفي في 4 أغسطس 1774.